# 阿巴奧科羅島

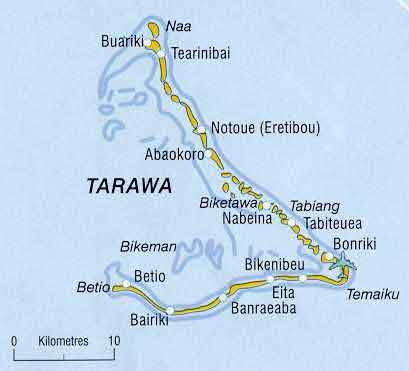
塔拉瓦环礁地图，阿巴奧科羅島位于拉瓦环礁中部

阿巴奧科羅島（Abaokoro）是構成吉里巴斯的塔拉瓦環礁的24個小島之一。阿巴奧科羅島距離塔拉瓦島約9海里。
居住於阿巴奧科羅島的居民有294人。阿巴奧科羅島的海拔約14米。
阿巴奧科羅郵局於1956年12月13日開業。